# Maon Kurosaki
Maon Kurosaki (Em japonês: 黒崎 真音, Kurosaki Maon) (Tóquio, 13 de Janeiro de 1988 - 16 de fevereiro de 2023) foi uma cantora japonesa filiada a  Geneon Universal Entertainment. Começou sua carreira em Akihabara, em 2010. Seu estilo misturava o hard rock, o metal e o pop. É conhecida por ter gravado inúmeras trilhas de animes.

## Biografia
Desde criança, Maon já se interessava pela arte. Inicialmente tentou ser artista de teatro onde fez alguns testes mas foi reprovada. Apesar disso seu canto foi bastante elogiado o que lhe fez decidir que seria uma cantora.
Ela inicialmente trabalhava como garçonete em um restaurante que tinha apresentações musicais chamado Dear Stage. Dona de uma voz poderosa, ela aos poucos foi aproveitando o espaço e começou a fazer cover de músicas de anime chamando bastante a atenção do público. Com o tempo ela foi fazendo alguns shows maiores até ser descoberta pelo produtor musical Akihiro Tomita que a levou para a Geneon Universal Entertainment onde iniciou sua carreira musical, oficialmene em 2010.
Maon ficou notavelmente conhecida em setembro do mesmo ano, por gravar a trilha sonora do anime Highschool of the Dead onde chegou a fazer algumas pontas como dubladora. Nos meses seguintes ela compôs dois singles: "Memories Last" (メモリーズ・ラスト)  e "Magic∞World" que foram posteriormente usados no anime Toaru Majutsu no Index. Em 2011 formou junto com os músicos Mototaka Segawa e Satoshi Yaginuma a banda Altima, onde foi vocalista até 2016.

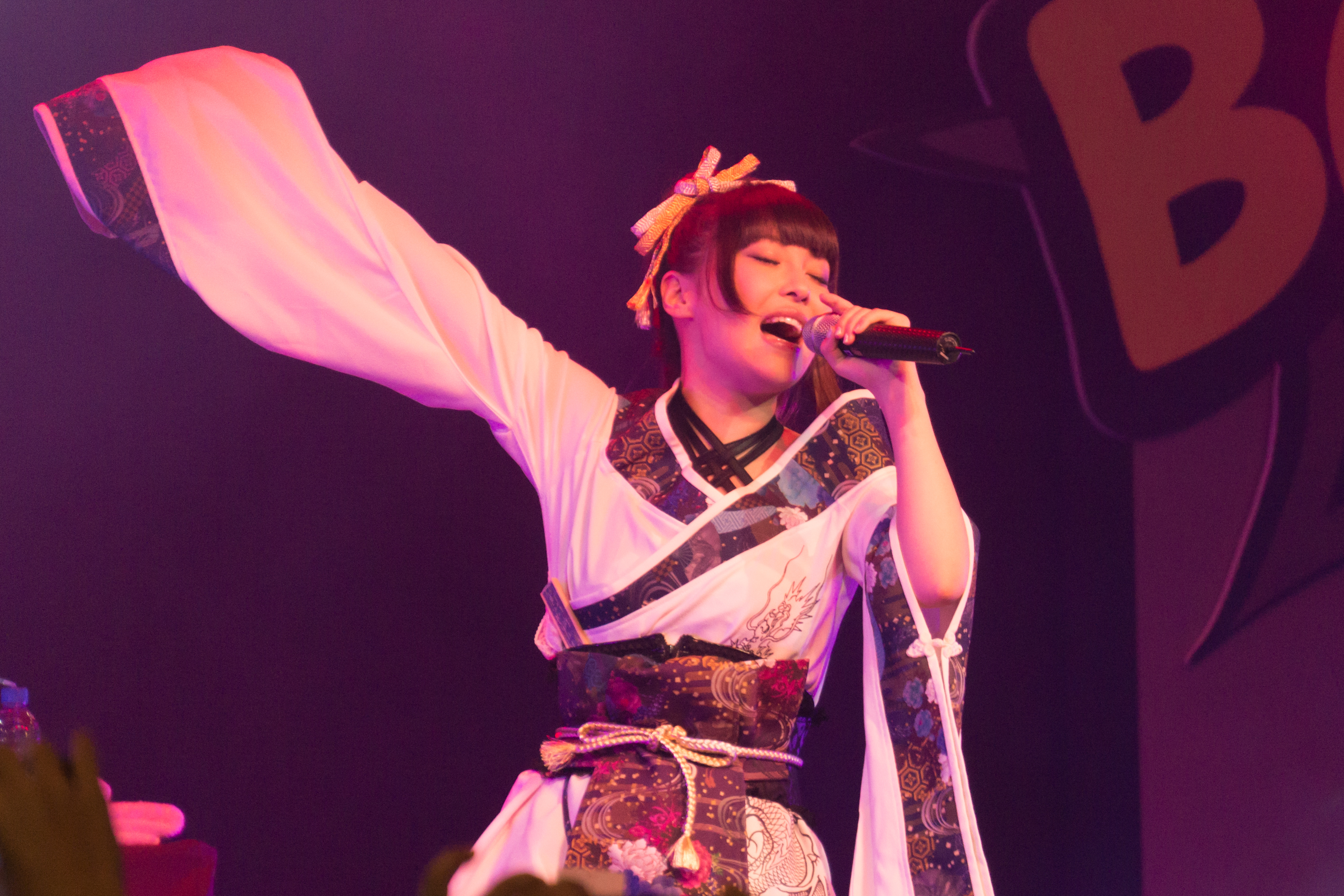
Maon se apresenta na Comic Com 2014 em Bangkok (Tailândia)

Kurosaki gravou mais quatro álbuns na sequencia: Butterfly Effect em 2011, Vertical Horizon em 2013, Reincarnation em 2014 e Mystical Flowers em 2015. Além de ter feito turnês pela América do Norte e no sudeste asiático. Nos anos seguintes lançou alguns singles como: Vermillion, usado no anime Drifters, Last Desire para o anime Rewrite e Dead or Lie em parceria com a banda Trustrick, além de lançar em 2017 uma coletânea chamada Maon Kurosaki Best Album -M.A.O.N.- reunindo suas principais músicas. Em 2018 fez sua estreia nos cinemas com o filme Blood-Club Dolls 1. Um live-action do anime Blood-C, onde além da atuação 
também trabalhou na trilha sonora do filme. No ano seguinte Kurosaki lançou seu sexto álbum de estúdio intitulado Beloved One.
Após seu último álbum, Maon volta a reprisar seu papel no cinema, no filme Blood-Club Dolls 2, e ainda lançou quatro singles entre os anos de 2020 a 2022, sendo More＜Strongly, lançado em Novembro de 2022 o último deles. Ela era fã declarada de animes e games, e também era fã das bandas Evanescence, The Pretty Reckless e da cantora Christina Aguilera, que eram suas influencias americanas. No Japão sua maior influencia foi a cantora Kuribayashi Minami. Além de cantora, Maon era compositora, guitarrista e letrista.

## Morte
No dia 18 de Setembro de 2021 Maon desmaiou durante uma live streaming e foi levada as pressas para um hospital, sendo diagnosticada com um hematoma epidural causado por uma doença crônica. Ela foi submetida a uma cirurgia de emergência. Por conta disso, ela fez uma pausa na carreira e teve de ficar afastada da música e dos shows até que estivesse totalmente recuperada.
Ela se recuperou e voltou à ativa durante o ano de 2022 lançando o single More＜Strongly em novembro e seguia sua rotina de shows e apresentações normalmente, quando teve uma piora súbita no seu quadro de saúde e voltou a ser internada, vindo a falecer no dia 16 de Fevereiro de 2023, aos 35 anos. A morte trágica e prematura de Kurosaki chocou fãs e admiradores da cantora no mundo inteiro, que parte deixando um grande repertório e legado musical. 

## Discografia
| Título           | Detalhes | Melhor colocação |
| Título           | Detalhes | JPN              |
| ---------------- | --- | ---------------- |
| H.O.T.D.         | - Lançamento: 22 de Setembro de 2010 (JPN) - Gravadora: Geneon - Formatos: CD, Paid download - digital download - Image album                              | 25               |
| Butterfly Effect | - Lançamento: 30 de Novembro de 2011 (JPN) - Gravadora: Geneon - Formatos: CD, CD/DVD, digital download                                                    | 43               |
| Vertical Horizon | - Lançamento: 10 de Abril 10 de 2013 (JPN) - Gravadora: Geneon - Formatos: CD, CD/Blu-ray, digital download                                                | 25               |
| Reincarnation    | - Lançamento: 23 de Julho de 2014 (JPN) - Gravadora: NBCUniversal Entertainment Japan - Formatos: CD, CD/DVD, CD/Blu-ray, digital download - Álbum Tributo | 21               |
| Mystical Flowers | - Lançamento:25 de Novembro de 2015 (JPN) - Gravadora: NBCUniversal Entertainment Japan - Formatos: CD, CD/Blu-ray, digital download                       | 27               |
| Beloved One      | - Lançamento: 19 de junho de 2019 (JPN) - Gravadora: NBCUniversal Entertainment Japan                                                                      | 24               |

## Outros trabalhos

### Extended play
| Título                                                    | Detalhes do Álbum                                                                            | Melhor colocação |
| Título                                                    | Detalhes do Álbum                                                                            | JPN              |
| --------------------------------------------------------- | -------------------------------------------------------------------------------------------- | ---------------- |
| Goshiki Uta: Immortal Lovers (五色詠, "Five Color Songs") | - Lançamento: 10 de Agosto de 2011 (JPN) - Gravadora: Geneon - Formato: CD, digital download | 51               |

### Best album
| Título                              | Detalhes do Álbum                                                                                          | Melhor colocação |
| Título                              | Detalhes do Álbum                                                                                          | JPN              |
| ----------------------------------- | --- | ---------------- |
| Maon Kurosaki Best Album –M.A.O.N.- | - Lançamento: 27 de Setembro de 2017 (JPN) - Gravadora: Geneon - Formato: CD, CD/Blu-ray, digital download | 21               |

### Singles
| Ano  | Nome                                                   | Álbum                                                  |
| ---- | ------------------------------------------------------ | ------------------------------------------------------ |
| 2010 | "Magic∞World"                                          | Butterfly Effect                                       |
| 2011 | "Memories Last" (メモリーズ・ラスト Memorīzu Rasuto)   | Butterfly Effect                                       |
| 2012 | Hell:ium                                               | Vertical Horizon                                       |
| 2012 | "Reimei" (黎鳴-reimei-, "Dark Dawn")                   | Vertical Horizon                                       |
| 2012 | "Under/Shaft"                                          | Vertical Horizon                                       |
| 2013 | "X-Encounter""                                         | Reincarnation                                          |
| 2014 | "Rakuen no Tsubasa" (楽園の翼, "Paradise Wings")       | Mystical Flowers                                       |
| 2015 | "Setsuna no Kajitsu" (刹那の果実, "Fruit of a Moment") | Mystical Flowers                                       |
| 2015 | "Harmonize Clover" (ハーモナイズ・クローバー)          | Mystical Flowers                                       |
| 2016 | "Dead Or Lie"                                          | Maon Kurosaki Best Album –M.A.O.N.-                    |
| 2016 | "Vermillion"                                           | Maon Kurosaki Best Album –M.A.O.N.-                    |
| 2017 | "Last Desire"                                          | ------------------------------------------------------ |
| 2018 | "Decadence"                                            | Beloved One                                            |
| 2018 | "Gravitation"                                          | Beloved One                                            |
| 2019 | "Roar"                                                 | Beloved One                                            |
| 2019 | "幻想の輪舞"                                           | Beloved One                                            |
| 2020 | 君を救えるなら僕は何にでもなる                         | ------------------------------------------------------ |
| 2021 | "Junction"                                             | ------------------------------------------------------ |
| 2021 | 春愁詠-Beautiful world-                                | ------------------------------------------------------ |
| 2022 | "More＜Strongly"                                       | ------------------------------------------------------ |

### Filmografia
| Ano  | Título             | Personagem        |
| ---- | ------------------ | ----------------- |
| 2018 | Blood Club Dolls 1 | Michiru Arisugawa |
| 2020 | Blood Club Dolls 2 | Michiru Arisugawa |